# Bitka kod Bilaja
Bitka kod Bilaja dogodila se 21. i 22. svibnja 1809. godine između Austrije, u koju je pripadala i Hrvatska i u čijoj vojsci su se borili Hrvati protiv Francuske, koja je bila u savezu s Rusijom i Rajnskim savezom. Bitka se odigrala u Bilaju i drugim selima u okolici Gospića.
Francuski general Auguste Marmont krenuo je iz Dalmacije kroz Liku s namjerom da preko Slovenije prodre do Beča. Nakon borbi kod Gračaca, krajiški Opservacijski korpus pod zapovjedništvom pukovnika Matije Rebrovića, sukobio se s Francuzima 21. i 22. svibnja 1809. godine kod Bilaja.
Matija Rebrović bio je zapovjednik Ličke pukovnije, a nakon boja na brdu Kiti 16. svibnja 1809. kod Knina, gdje je zarobljen general bojnik Andrija Stojčević, preuzima zapovjedništvo nad Opservacijskim korpusom. Radi zadržavanja Francuza, postavio je obranu kod Gračaca gdje su se odvijale borbe, a uspjeh je postigao iscrpljivanjem protivnika u bitci kod Graba. Rebrović je glavninu od pet pješačkih bojni (dvije ličke operativne bojne, dalmatinski freikorps, jedan otočački rezervna bojna) i topništvo zadržao na središnjem položaju na lijevoj obali rijeke Like kod Bilajskog mosta; za osiguranje desnog boka na liniji Ribnik-Čitluk-južno od Divosela zadržao je rezervnu bojnu, dvije ličke zemaljske čete i domaću posljednju obranu; lijevo krilo osigurao je kod Barleta, sjeverno od rječice Jadove, s devet četa i otočačkom posljednjom obranom.
Bilaj je razrušen i popaljen uz velike žrtve, a pučanstvo koje nije moglo biti u borbi iza Rebrovićeve vojske izašlo je prema Gospiću, dok je većina bilajskih ratnika ili otišla s Rebrovićevom vojskom ili se skrila u okolnim šumama.
Dolaskom Francuza u Gospić, general Marmont htio je od gospićke crkve napraviti odmorište za konje, čemu se oštro suprotstavio župnik Šime Starčević, stric Ante Starčevića.
Francuzi su uspjeli nadirati dalje, pa je uslijedila nova bitka kod Brloga i Žute Lokve 1809. koja se odvijala u vremenu 24. – 26. svibnja, u kojoj je Rebrović imao problema i s vlastitom vojskom, čiji su pripadnici masovno dezertirali čim su doznali da im Osmanlije ugrožavaju obitelji.
Na katedrali u Gospiću postavljena je memorijalna ploča (autor: Robert Frangeš Mihanović) poginulima u bitci kod Bilaja. 